# Свети Никола (Любижда)
„Свети Никола“ (на сръбски: Црква Св. Николе), известна като Николяча (Никољача), е православна църква в призренското село Любижда, Косово. Част е от Рашко-Призренската епархия на Сръбската православна църква. Църквата е обявена за паметник на културата.

## История
Църквата е построена XVI век. Обновена е и изписана в 1867 година.

## Архитектура
Църквата е със скромни размери, замислена като еднокорабен храм без купол, засводен с полукръгъл свод. От западната страна е удължена от малък отворен притвор, под формата на екзонартекс, с широк свод над входа. Зиданата камбанария с квадратна форма е отделена от храма.
При обновяването на храма в 1867 година видният дебърски майстор Васил Гиновски го изписва и изработва иконостаса. Рисуването е с ясно изразена техническа рутина, следва ясна художествена програма и дава усещане за декорация. Вероятно като наръчник Гиновски е използвал един от многобройните преписи на светогорската ерминия. В църквата се съхраняват няколко икони и богослужебни предмети от XIV до XIX век. 